# Bénédictines missionnaires de Tutzing
Les bénédictines missionnaires de Tutzing (en latin : Congregatio Sororum Benedictinarum Missionarum de Tutzing) sont une congrégation religieuse féminine missionnaire de droit pontifical de la congrégation ottilienne.

## Historique

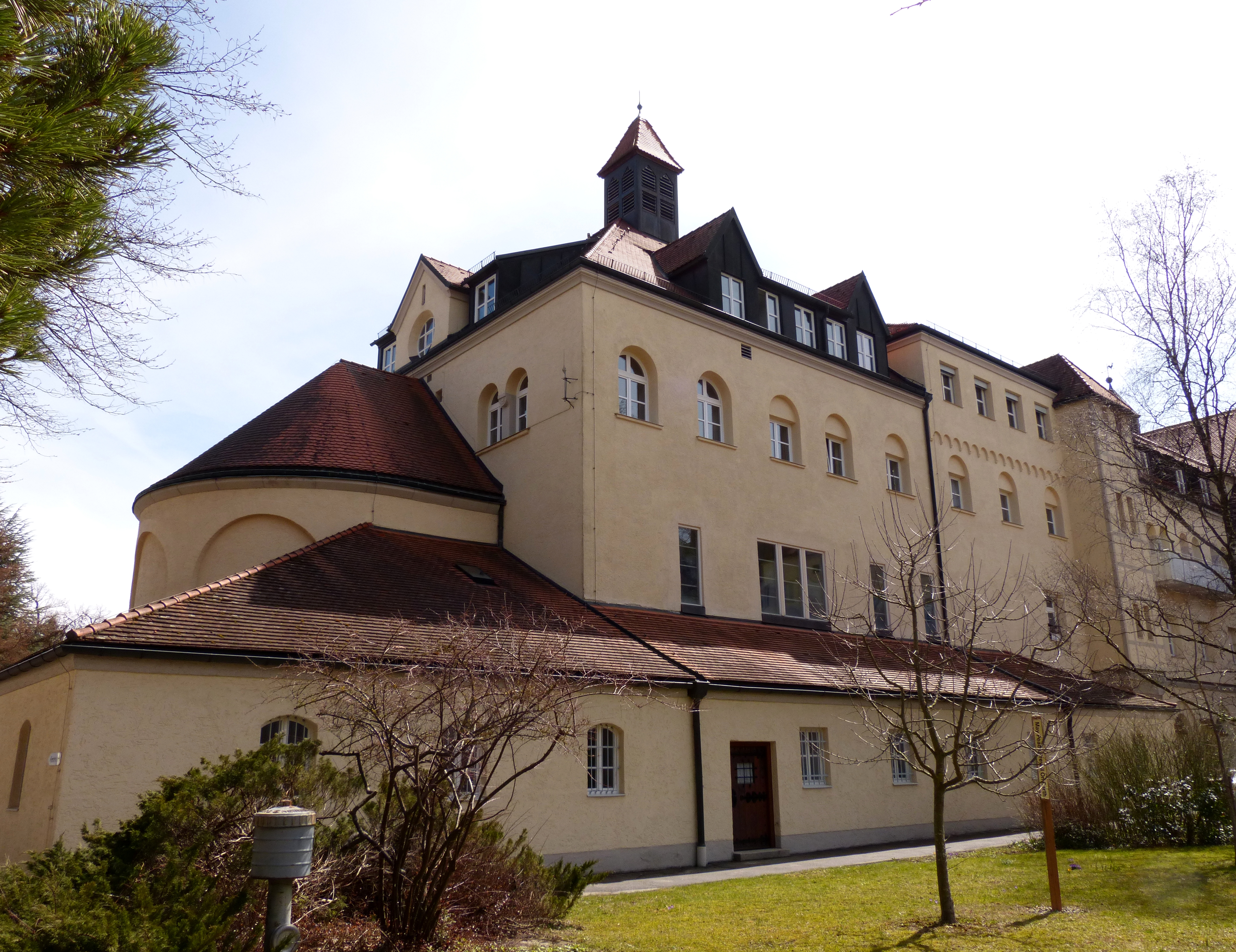
maison-mère de Tutzing

Les bénédictines missionnaires sont fondées à Reichenbach (Haut-Palatinat) le 24 septembre 1885 par le Père Andreas Amrhein, O.S.B (1844-1927) un an après la branche masculine des bénédictins missionnaires de Sainte-Odile dont le but est d'aider à la croissance des jeunes Églises.
Les religieuses déménagent en 1887 au hameau de Sankt Ottilien (Haute-Bavière) près de l'abbaye de Sainte-Odile. Les premières sœurs sont envoyées en Afrique orientale allemande en novembre 1887. La communauté s'installe en 1904 à Tutzing, au bord du lac de Starnberg ; les sœurs y sont formées et envoyées en missions lointaines.
L'institut obtient l'approbation diocésaine le 17 septembre 1895 ; il est reconnu de droit pontifical le 25 juillet 1934. 

## Activités et diffusion
Les bénédictines missionnaires sont principalement dédiés à l'apostolat missionnaire. 
Elles sont présentes en:
- Europe : Allemagne, Bulgarie, Italie, Espagne, Portugal, Suisse.
- Amérique : Argentine, Brésil, États-Unis.
- Afrique : Angola, Kenya, Namibie, Tanzanie, Ouganda.
- Asie : Corée du Sud, Inde, Philippines.

La maison-mère est à Rome.
En 2017, la congrégation comptait 1336 religieuses dans 136 maisons.